# İzmir (tỉnh)
İzmir là một tỉnh của Thổ Nhĩ Kỳ. Tỉnh này nằm ở phía đông Anatolia bên bờ Aegean, có trung tâm thành phố İzmir. Diện tích tỉnh này là 11.973 km.2, dân số 3.769.000 (ước tính năm 2007). Dân số năm 2000 là 3.370.866 người. Tỉnh này giáp: Balıkesir về phía bắc bắc, Manisa về phía đông, Aydın về phía nam. Biển số xe là 35.
Các sông chính chảy qua tỉnh này là Küçük Menderes Nehri, Koca Çay (với đập Güzelhisar), và Bakır Çay.

## Các huyện
Tỉnh này được chia thành các huyện sau (tỉnh lỵ được bôi đậm)::
| - Aliağa - Balçova - Bayındır - Bergama - Beydağ - Bornova - Buca - Çeşme - Çiğli - Dikili - Foça - Gaziemir - Güzelbahçe - Karaburun | - Karşıyaka - Kemalpaşa - Kınık - Kiraz - Konak - Menderes - Menemen - Narlidere - Ödemiş - Seferihisar - Selçuk - Tire - Torbalı - Urla |

Trong đó, Balçova, Bornova, Buca, Çiğli, Gaziemir, Güzelbahçe, Karşıyaka, Konak, và Narlıdere là các quận tạo thành thành phố Izmir.
38°29′4″B 27°08′26″Đ / 38,48444°B 27,14056°Đ